# Proud Descendants of Satan
Proud Descendants of Satan debitantski je studijski album američkog black metal-sastava Bog of the Infidel. Album je objavljen u veljači 2010. godine, a objavila ga je diskografska kuća Loss Hymn.

## Popis pjesama
| 1.    | »The Great Deformity«     | 6:41 |
| 2.    | »The Corpse of God«       | 3:57 |
| 3.    | »Under the Solstice Glow« | 4:00 |
| 4.    | »Eden«                    | 7:13 |
| 5.    | »The Cricket's Opus«      | 4:58 |
| 6.    | »King Suicide«            | 6:24 |
| 7.    | »Rivers to Rofocale«      | 5:22 |
| 8.    | »The Loss of a Life«      | 5:11 |
| 9.    | »At the End«              | 4:24 |
| 48:10 |                           |      |

## Zasluge
- Baelphegore — bas-gitara
- Wraitheon — bubnjevi
- Bloodfuck — gitara
- Satanist — vokali
- Architeuthis — gitara